# Saint-Domingue
Saint-Domingue – kolonia należąca do Królestwa Francji, a następnie Republiki Francuskiej, istniejąca od 1659 do 1804 roku.
Kolonia powstała wkrótce po odkryciu tych ziem przez Krzysztofa Kolumba, który poddał je władzy hiszpańskiej i nazwał wyspę Hispaniola. Stosowano także nazwę Santo Domingo i San Domingo. Hiszpania kontrolowała całą Santo Domingo do XVII wieku, kiedy to francuscy piraci założyli bazy na zachodzie wyspy. Hiszpania formalnie uznała francuską kontrolę nad zachodnią częścią wyspy na mocy traktatu w Rijswijk z 1697 roku.
W latach 90. XVIII wieku, na wieść o rewolucji francuskiej, wyspę ogarnął silny ruch niepodległościowy, który zakończył się masakrą białych i ogłoszeniem zrzucenia francuskiego panowania (rewolucja haitańska). W roku 1802 na wyspę przybył korpus ekspedycyjny pod dowództwem generała Charles’a Leclerca, który pokonał główne siły rebeliantów i aresztował ich przywódcę, jednak nie udało mu się całkowicie spacyfikować powstania. Walki nasiliły się w 1803 roku, gdy na czele sił mulacko-murzyńskich stanął Jean-Jacques Dessalines. Dziesiątkowane chorobami tropikalnymi wojska francuskie (w tym przejęte na żołd francuski dwie półbrygady 113 i 114, przemianowane z 2 i 3 półbrygady Legionów Polskich) ponosiły coraz cięższe klęski (m.in. w bitwie pod Vertières) i ostatecznie zostały ewakuowane z wyspy. 1 stycznia 1804 roku proklamowano niepodległość Haiti, tym samym powstało drugie po Stanach Zjednoczonych niepodległe państwo w Ameryce. 22 września Dessalines ogłosił się cesarzem.